# Kehinde Wiley
Kehinde Wiley (Los Angeles, 28 de fevereiro de 1977) é um pintor norte-americano, conhecido por pinturas figurativas com motivos naturalistas e personagens afro-americanos. Em 2018, apareceu na lista de 100 pessoas mais influentes do ano pela Time.